# Vioresin Sinani
Vioresin Sinani (Scutari, 14 novembre 1978) è un ex calciatore albanese, di ruolo attaccante.

## Carriera

### Nazionale
Ha collezionato 4 presenze ed un gol con la Nazionale albanese, dove ha giocato dal 2000 fino al 2002.

## Statistiche

### Presenze e reti nei club
Statistiche aggiornate al 15 ottobre 2011.
| Stagione                | Squadra                 | Campionato              | Campionato | Campionato | Coppe nazionali | Coppe nazionali | Coppe nazionali | Coppe continentali | Coppe continentali | Coppe continentali | Altre coppe | Altre coppe | Altre coppe | Totale | Totale |
| Stagione                | Squadra                 | Comp                    | Pres       | Reti       | Comp            | Pres            | Reti            | Comp               | Pres               | Reti               | Comp        | Pres        | Reti        | Pres   | Reti   |
| ----------------------- | ----------------------- | ----------------------- | ---------- | ---------- | --------------- | --------------- | --------------- | ------------------ | ------------------ | ------------------ | ----------- | ----------- | ----------- | ------ | ------ |
| 1995-1996               | Olimpik Tirana          | KD                      | 3          | 1          | CA              | 0               | 0               | -                  | -                  | -                  | -           | -           | -           | 3+     | 1+     |
| 1996-1997               | Vllaznia                | KP                      | 0          | 0          | CA              | 0               | 0               | -                  | -                  | -                  | -           | -           | -           | 0      | 0      |
| 1997-1998               | Vllaznia                | KP                      | 33         | 9          | CA              | 0               | 0               | -                  | -                  | -                  | -           | -           | -           | 33     | 9      |
| 1998-1999               | Vllaznia                | KS                      | 27         | 14         | CA              | 0               | 0               | UCL                | 2                  | 0                  | -           | -           | -           | 29     | 14     |
| 1999-2000               | Varteks Varaždin        | 1. HNL                  | 25         | 5          | CC              | 0               | 0               | -                  | -                  | -                  | -           | -           | -           | 25     | 5      |
| 2000-gen. 2001          | Varteks Varaždin        | 1. HNL                  | 2          | 0          | CC              | 0               | 0               | -                  | -                  | -                  | -           | -           | -           | 2      | 0      |
| Totale Varteks Varaždin | Totale Varteks Varaždin | Totale Varteks Varaždin | 27         | 5          |                 | 0               | 0               |                    |                    |                    |             |             |             | 27     | 5      |
| gen.-giu. 2001          | Vllaznia                | KS                      | 26         | 15         | CA              | 0               | 0               | -                  | -                  | -                  | -           | -           | -           | 26     | 15     |
| 2001-2002               | Vllaznia                | KS                      | 23         | 11         | CA              | 0               | 0               | UCL                | 4                  | 1                  | SA          | 1           | 1           | 28     | 13     |
| 2002-2003               | Vllaznia                | KS                      | 18         | 18         | CA              | 0               | 0               | -                  | -                  | -                  | -           | -           | -           | 18     | 18     |
| 2003-2004               | Vllaznia                | KS                      | 35         | 36         | CA              | 0               | 0               | CU                 | 2                  | 0                  | -           | -           | -           | 37     | 36     |
| 2004-gen. 2005          | Kayserispor             | SL                      | 4          | 1          | CT              | 0               | 0               | -                  | -                  | -                  | -           | -           | -           | 4      | 1      |
| gen.-giu. 2005          | Vllaznia                | KS                      | 23         | 15         | CA              | 0               | 0               | -                  | -                  | -                  | -           | -           | -           | 23     | 15     |
| 2005-2006               | Vllaznia                | KS                      | 33         | 13         | CA              | 0               | 0               | -                  | -                  | -                  | -           | -           | -           | 33     | 13     |
| 2006-2007               | KF Tirana               | KS                      | 29         | 23         | CA              | 0               | 0               | CU                 | 4                  | 0                  | SA          | 1           | 0           | 34     | 23     |
| 2007-2008               | Vllaznia                | KS                      | 30         | 20         | CA              | 0               | 0               | Int                | 2                  | 0                  | -           | -           | -           | 32     | 20     |
| 2008-2009               | Vllaznia                | KS                      | 28         | 15         | CA              | 4               | 1               | CU                 | 1                  | 0                  | SA          | 1           | 0           | 34     | 16     |
| 2009-gen. 2010          | Vllaznia                | KS                      | 13         | 1          | CA              | 0               | 0               | UEL                | 2                  | 0                  | -           | -           | -           | 15     | 1      |
| gen.-giu. 2010          | Besa Kavajë             | KS                      | 17         | 5          | CA              | 5               | 0               | -                  | -                  | -                  | -           | -           | -           | 22     | 5      |
| 2010-2011               | Vllaznia                | KS                      | 28         | 11         | CA              | 4               | 1               | -                  | -                  | -                  | -           | -           | -           | 32     | 12     |
| 2011-2012               | Vllaznia                | KS                      | 3          | 0          | CA              | 1               | 0               | UEL                | 3                  | 0                  | -           | -           | -           | 7      | 0      |
| Totale Vllaznia         | Totale Vllaznia         | Totale Vllaznia         | 320        | 178        |                 | 9               | 2               |                    | 16                 | 1                  |             | 3           | 1           | 348    | 182    |
| Totale carriera         | Totale carriera         | Totale carriera         | 400        | 213        |                 | 14              | 2               |                    | 20                 | 1                  |             | 3           | 1           | 437    | 217    |

### Cronologia presenze e reti in nazionale
| Cronologia completa delle presenze e delle reti in nazionale ― Albania | Cronologia completa delle presenze e delle reti in nazionale ― Albania | Cronologia completa delle presenze e delle reti in nazionale ― Albania | Cronologia completa delle presenze e delle reti in nazionale ― Albania | Cronologia completa delle presenze e delle reti in nazionale ― Albania | Cronologia completa delle presenze e delle reti in nazionale ― Albania | Cronologia completa delle presenze e delle reti in nazionale ― Albania | Cronologia completa delle presenze e delle reti in nazionale ― Albania |
| Data                                                                   | Città                                                                  | In casa                                                                | Risultato                                                              | Ospiti                                                                 | Competizione                                                           | Reti                                                                   | Note                                                                   |
| ---------------------------------------------------------------------- | ---------------------------------------------------------------------- | ---------------------------------------------------------------------- | ---------------------------------------------------------------------- | ---------------------------------------------------------------------- | ---------------------------------------------------------------------- | ---------------------------------------------------------------------- | ---------------------------------------------------------------------- |
| 6-2-2000                                                               | Ta' Qali                                                               | Albania                                                                | 3 – 0                                                                  | Andorra                                                                | Rothmans Tournament                                                    | -                                                                      | 46’                                                                    |
| 10-2-2000                                                              | Ta' Qali                                                               | Malta                                                                  | 0 – 1                                                                  | Albania                                                                | Rothmans Tournament                                                    | 1                                                                      | 46’                                                                    |
| 26-4-2000                                                              | Prilep                                                                 | Macedonia                                                              | 1 – 0                                                                  | Albania                                                                | Amichevole                                                             | -                                                                      | 83’                                                                    |
| 13-3-2002                                                              | San Diego                                                              | Messico                                                                | 4 – 0                                                                  | Albania                                                                | Amichevole                                                             | -                                                                      | 46’                                                                    |
| Totale                                                                 |                                                                        | Presenze                                                               | 4                                                                      |                                                                        | Reti                                                                   | 1                                                                      |                                                                        |

## Palmarès

### Club
- Campionato albanese: 2

Vllaznia: 1997-1998
KF Tirana: 2006-2007
- Supercoppa d'Albania: 3

Vllaznia: 1998, 2001
KF Tirana: 2007
- Coppa d'Albania: 2

Vllaznia: 2007-2008
Besa Kavajë: 2009-2010

### Individuale
- Capocannoniere della Kategoria Superiore: 3

2003-2004 (36 reti), 2006-2007 (23 reti), 2007-2008 (20 reti)